# 田仁琬
田仁琬，唐朝武官，曾於741年至745年間擔任河东节度使。
曾率兵討伐小勃律國，不捷。

## 經歷
开元二十九年（741年），王忠嗣代韋光乘為朔方節度使，仍加權知河東節度事。同年，以田仁琬充河東節度使。